# Hard (Gang of Four)
Hard è il quarto album in studio del gruppo musicale post-punk britannico Gang of Four, pubblicato nel 1983.

## Tracce
1. Is It Love – 4:35
2. I Fled – 3:54
3. Silver Lining – 4:13
4. Woman Town – 5:12
5. A Man With a Good Car – 3:45
6. It Don't Matter – 3:54
7. Arabic – 3:39
8. A Piece of My Heart – 3:14
9. Independence – 4:05

## Formazione
- Andy Gill - chitarra, voce
- Jon King - voce, melodica
- Sara Lee - basso
- Jon Astrop - basso
- Alfa Anderson, Brenda White, Chuck Kirkpatric, John Sambatero - cori